# Фролова, Капитолина Матвеевна
Капитолина Матвеевна Фролова (10 октября 1914 — 25 февраля 1999) — передовик советского сельского хозяйства, Звеньевая колхоза «Борец» Бронницкого района Московской области, Герой Социалистического Труда (1948).

## Биография
Родилась в 1914 году в селе Соломыково Бронницкого уезда, ныне Раменского района Московской области в семье крестьянина. Прошла обучение в начальной школе, трудоустроилась в сельском хозяйстве. В 1931 году вступила в колхоз "Борец" Бронницкого уезда, с центральной усадьбой в селе Рыболово. Вскоре возглавила полеводческое звено в бригаде Н. А. Костричкина.
В 1947 году её звено показала высокий результат в производстве зерновых. На площади 12,5 гектаров им удалось получить 32,73 центнера ржи с каждого гектара. Это явилось лучшим результатом в районе.  
За получение высоких урожаев пшеницы, ржи, картофеля в 1947 году, Указом Президиума Верховного Совета СССР от 19 февраля 1948 года Капитолине Матвеевне Фроловой было присвоено звание Героя Социалистического Труда с вручением ордена Ленина и золотой медали «Серп и Молот».
В дальнейшем продолжала трудовую деятельность, показывала высокие результаты в труде. По итогам 1948 года была награждена вторым орденом Ленина. В 1959 году переехала на постоянное место жительство в Москву.     
Проживала в Москве. Умерла 25 февраля 1999 года.

## Награды
За трудовые успехи удостоена:
- золотая звезда «Серп и Молот» (19.02.1948),
- два ордена Ленина (19.02.1948, 07.03.1949),
- Медаль «За трудовую доблесть» (09.06.1953),
- другие медали.